# Molophilus (Molophilus) lictor
Molophilus (Molophilus) lictor is een tweevleugelige uit de familie steltmuggen (Limoniidae). De soort komt voor in het Neotropisch gebied.